# Prisecani, Vrancea
Prisecani este un sat în comuna Boghești din județul Vrancea, Moldova, România. Se află în partea de est a județului, în Colinele Tutovei.